# Viaducto Martín Gil
El viaducto Martín Gil es un viaducto ferroviario español, uno de los viaductos situados sobre el embalse de Ricobayo (río Esla), a la altura de los municipios de Manzanal del Barco y Palacios del Pan, ambos de la provincia de Zamora (Castilla y León, España).
Este viaducto, realizado en las décadas de 1930 y 1940, es uno de los más espectaculares de España y fue el mayor viaducto del mundo de arco hormigonado en el momento de su construcción. Cuenta con una luz libre de 192,4 m, 209,8 m de luz teórica y una flecha de 63 m. Sobre el viaducto discurre la línea de ferrocarril Zamora-Orense, situado en el punto kilométrico 22,7.
El viaducto Martín Gil, en las primeras fases de su concepción, fue denominado "Viaducto del Esla" por asentarse sobre el embalse que el río Esla forma en Ricobayo. Popularmente y a través de su historia, se le ha llamado también "Viaducto de los Cabriles", por la aceña que existía a pocos metros de la ubicación del mismo y que da nombre al paraje de Manzanal del Barco. Finalmente, cuenta con el nombre de "Martín Gil", en recuerdo del ingeniero que ideó el proyecto y que falleció con 37 años de edad antes de ver ejecutada su obra. 
Actualmente puede ser visitado desde ambas márgenes del río Esla, tanto en coche, como caminando o en bicicleta, disfrutando de esta manera del extraordinario paisaje que le rodea, de las vistas de sus riberas y del propio río Esla convertido en embalse.

## Localización
Está situado en el punto kilométrico 22,7 de la Línea Zamora-Orense y cruza el embalse que el río Esla forma con la presa de Ricobayo. Sirve de nexo de unión de las dos riberas del Esla a su paso por los municipios de Manzanal del Barco y Palacios del Pan, ambos de la provincia de Zamora.

## Historia

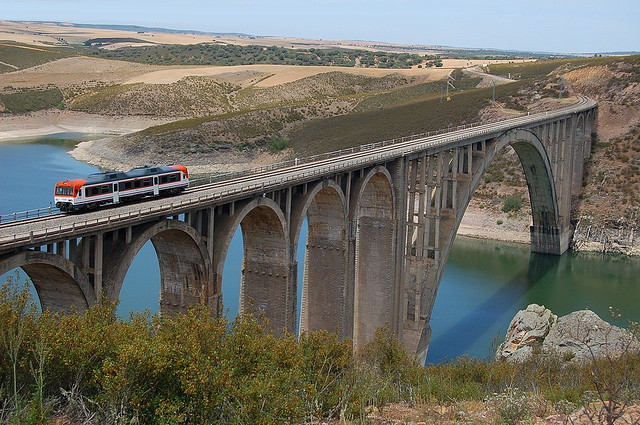
Serie 596 de Renfe circulando sobre el viaducto Martín Gil.

Cruza el embalse del Esla y soporta una sola vía sin electrificar, a pesar de que originariamente fue concebido para la vía doble de ancho ibérico (1668 mm) al igual que el resto de la infraestructura de la que es continuación.
En el año 1913 se elaboró el primer proyecto de ferrocarril de Zamora a Orense. En este proyecto se planteaba el cruce del río Esla aguas abajo de la ubicación actual del viaducto Martín Gil. La solución propuesta para cruzar el Esla, consistía en un puente metálico de celosía de cinco tramos. 
Entre los años 1913 y 1918 se realizan varias modificaciones del proyecto inicial, principalmente en lo referente al lugar de ubicación del puente. En general, todas las propuestas se basaron en la construcción de un puente de hierro, como el presentado por Federico Cantero Villamil. Esta última se basaba ya en la experiencia en la construcción de la cercana presa de Ricobayo y pretendía dotar a la obra de una mayor solidez.
Finalmente se estudiaron dos alternativas. La primera consistía en un trazado recto, para lo cual sería necesario construir un viaducto de grandes dimensiones. 
El viaducto proyectado, salva una distancia de 470 m entre las dos orillas y con calados a embalse lleno de 43'94 m.
Antonio Salazar, encargado de construir el primer tramo entre Zamora y Puebla de Sanabria, presentó un proyecto consistente en una serie de 19 arcos de medio punto de 20 m de luz cada uno y tímpanos macizos, como viaductos de acceso (siete en el lado derecho y cuatro en el lado izquierdo). Estos, a su vez, estarían enlazados sobre la zona del embalse con otros ocho, apoyados éstos cada dos en tres elevados picos, entre las que se hacían estribar ojivas apoyándose en sus claves las pilas intermedias. En un anexo a este proyecto, propone que desaparezcan las ojivas y que las pilas lleguen al terreno.
Por otra parte, Alberto Pérez Moreno propuso ocho arcos de avenida (tres del lado derecho y cinco del lado izquierdo) de medio punto y 15 m de luz, con tímpanos macizos que encuadraban, mediante pilas-estribos, un grupo de cuatro arcos de hormigón armado de 60 m de luz, de directriz parabólica y tímpanos calados con unas pilas de 60 m de altura.
De entre los proyectos, se toma en consideración el segundo y el anexo del primero. En agosto de 1929 se redacta un proyecto sobre la base de la solución referida en el antes citado anexo, mientras que a Alberto Pérez Moreno se le pide un estudio de refuerzo de las elevadas pilas de su proyecto.
En noviembre de 1929 se solicita a la Jefatura de Puentes que sus ingenieros amplíen el proyecto de Alberto Pérez Moreno y que emitan un informe técnico. Para este trabajo se designa a los ingenieros César Villalba y a Francisco Martín Gil. Sobre este último, recayó la responsabilidad de proporcionar soluciones alternativas.
El estudio de Martín Gil planteó la construcción de un gran arco, de aproximadamente 200 m de luz y 60 de flecha, con sección alveolar. Esta alternativa, vanguardista para su época, implicaba un notable ahorro en la ejecución del proyecto. Este último argumento, entre otras consideraciones, fue motivo suficiente para que la Jefatura de Puentes se decantara por ella.
El trazado de la vía sobre el viaducto se diseñó con una recta en su parte central, con transiciones en ambos extremos, pasando en el lado derecho a curva de 700 m, y a curva de 1000 m al izquierdo. La visibilidad entre los extremos es de tipo medio, y en la actualidad la velocidad de itinerario por el viaducto es de 105 km/h.
El ingeniero Martín Gil, padre del proyecto definitivo, no pudo ver culminada su obra, al fallecer en junio de 1934. En reconocimiento a su trabajo, una Orden de 14 de noviembre de 1935 dispuso que este viaducto perpetuase su nombre.
La ejecución de las obras se solapa con el inicio de la guerra civil española. A julio de 1936 ya se habían construido parte de los viaductos de acceso y los salmeres del arco, al igual que las palizadas sobre los salmeres y el comienzo a cada lado del tablero correspondiente al tramo principal. Entre julio y diciembre del mismo año se construyó la pasarela provisional, necesaria para el montaje de la cimbra de madera del arco principal. La obra se paralizó en enero de 1937, ya que el contratista Max Jacobson fue expulsado, y el personal de la llamada “España Nacional”, fue expulsado. Las obras, hasta su finalización, fueron continuadas por la Administración.
En la construcción participaron más de 300 obreros de toda la geografía nacional y portuguesa. Para mejorar sus condiciones laborales se organizaron en las centrales sindicales CNT y UGT, organizando varias huelgas hasta el comienzo de la Guerra Civil. Hubo una gran represión por parte de las autoridades franquistas hacia estos obreros sindicalizados, siendo varios de ellos ejecutados.
Durante la construcción la cimbra de madera dio muchos problemas, hasta el punto de que resultó muy dificultoso su montaje, produciéndose deformaciones excesivas. Además resultó ser sumamente inestable por la acción del viento, por lo que se desechó este sistema.
En 1939, Eduardo Torroja propuso la construcción de una cercha metálica, que formaría parte de la armadura de hormigón. Esta cercha, así como la armadura metálica fue soldada eléctricamente, resultando algo novedoso en aquella época.
Finalizada la Guerra Civil, la Administración se hace cargo de las Obras, siendo Antonio Salazar el encargado de su ejecución. En ella participaron la empresa O.M.E.S. para el montaje de la cercha metálica, el contratista Ricardo Barredo para el hormigonado del arco y la empresa ESAB IBÉRICA para la parte metálica.
Comenzada la segunda fase de las obra, de octubre de 1939 a julio de 1940, se efectúa el montaje de la estructura metálica. Entre agosto y octubre se monta el encofrado para hacer las dovelas, se hace acopio de materiales y se comienza a hormigonar el arco principal.
La ejecución de la obra tuvo que resistir los avatares de las fuerzas de la naturaleza. La noche del 15 al 16 de febrero de 1941, un fuerte huracán con rachas de viento de hasta 180 km/h arrasó las instalaciones sin producir desperfecto alguno en la estructura, gracias al amarre del arco sobre las laderas, mediante un sistema de cables. En ese momento se habían hormigonado ya la rosca uno, y casi estaba completada la número dos (la totalidad del arco se había dividido en ocho roscas y cada una de éstas se había subdividido en dovelas). El momento de máxima intensidad del huracán (sobre las 9 de la noche), las instalaciones auxiliares volaban por los aires, entre ellas las viviendas, la carpintería o la línea eléctrica. Incluso algunas encinas corpulentas fueron arrancadas, así como diversos materiales, que aparecieron a más de 500 m del viaducto. Sin embargo, finalmente no sufrieron daños ni el eje del arco ni su directriz.
En octubre de 1941 terminó el hormigonado del arco y, a primeros de noviembre, se hizo la maniobra de corrección en clave del arco principal con una compleja instalación de gatos hidráulicos previamente instalados.
En octubre de 1942 es inaugurado el viaducto por Francisco Franco, en su calidad de jefe del Estado. La obra se convirtió en récord mundial por el arco de hormigón principal, al ser el de mayor luz de su época. Este récord permaneció imbatido hasta el año 1953.
Con posterioridad, en noviembre, se construye la barandilla, que aunque inicialmente se pensaba construir a base de tubos de hierro, se ejecuta en hormigón armado. El 24 de septiembre de 1952, coincidiendo con la inauguración del primer tramo entre Zamora y Puebla de Sanabria, circuló sobre el viaducto el primer tren oficial.
Con posterioridad a su puesta en marcha, este viaducto fue testigo de uno de los trágicos accidentes de la historia ferroviaria española. En una noche de octubre de 1964, el tren de mercancías con destino a Zamora, y cargado con más de cien kilos de material pirotécnico, tuvo un accidente. El tren sufrió una fortísima explosión que afectó a la pilastra que hay justo al finalizar el arco del viaducto. Como consecuencia ocho vagones cayeron al fondo del embalse, salvándose del efecto arrastre la locomotora y el resto de vagones que pudieron llegar a la estación más cercana, la de Andavías. El triste suceso también contó con daños personales, heridos como consecuencia del incidente, y el fallecimiento de un mozo de tren.

### Instalaciones auxiliares
Albergues
Teniendo en cuenta que el pueblo más cercano estaba a 5 km, era necesario que el personal obrero dispusiera de unos albergues en las proximidades. Uno de ellos se habilitó para el personal técnico y encargado, construyéndose todos en la ladera derecha. Posteriormente, por haber sufrido desperfectos el del personal técnico, se utilizó la Casilla que se construyó para alojamiento del personal de conservación de la línea, para cuando ésta estuviera ya en explotación. Para la inauguración del viaducto se construyó delante de esta casilla un andén que en la actualidad puede verse en ruinas. También varios obreros construyeron para sí diferentes chozas dentro de este poblado provisional de las obras del viaducto.
Oficinas
La oficina técnica, administrativa y laboratorio se instalaron en una caseta construida a una altura media, entre el nivel del embalse y la rasante del viaducto, en la ladera izquierda y un poco aguas abajo del eje del mismo. Cuando se trasladó el personal técnico a la casilla, se trasladó también la oficina técnica, pasando a ocupar su anterior ubicación, el economato.
Economato
Dicho economato, se hace resaltar en los informes, tenía amplio surtido para su óptima alimentación a disposición de los trabajadores, puesto que esta obra era especialmente delicada y difícil en su ejecución.
Talleres
También se construyeron varios talleres, entre ellos los de reparaciones, carpintería, preparación de hierros, soldadura, almacenes,…
Laboratorio
Teniendo en cuenta la importancia de la obra, según lo fijado en el pliego de condiciones, se obligó al contratista a la instalación de un laboratorio dotado de todos los elementos precisos para realizar ensayos físicos, químicos y mecánicos de áridos y cemento. En la ladera del lado Zamora, a unos 15 m del de la obra se construyó una caseta de madera, que se dividió a la mitad, albergando una parte el Laboratorio de ensayos, y la otra, oficina técnica y administrativa.
Para llevar a cabo los ensayos, se construyó un depósito de hormigón para la conservación en agua de los cubos de ensayo; una estantería para conservar en seco los que debían ensayarse; moldes de hierro cepillado de fácil y resistente montaje; otros mayores, de 250 cm² de superficie de caras; otros moldes para ensayos de morteros y pasta pura; cristales para determinar la estabilidad de volumen; agujas de expansión, de Vicat; tamices para determinar la finura del molido; aparatos de Shuman y Chatelier para determinar la densidad; balanza Michaelis, para tracción y flexión; tamices para determinar la finura de los áridos; una prensa para rotura a compresión movida a mano; balanza de precisión; ácidos y reactivos para los ensayo químicos, mechero con su crisol de platino para calcinaciones, etc.
La prensa fue sustituida enseguida debido a la imprecisión que tenía, por una "Amsler" de 300 toneladas, que fue cedida por la fábrica "Alfa" de Mataporquera, que fue la que suministró la práctica totalidad del cemento para esta obra. También cedió esta fábrica mientras duraron los trabajos, un aparato para medir la retracción del fraguado.

## Características
El Viaducto tiene un desarrollo total de 480,91 m y una altura de rasante sobre el fondo del embalse de 110 m. Está compuesto de 13 tramos, siendo el principal el que salva el cauce y hace el número 8. Sus tímpanos están aligerados a base de palizadas y tablero superior. La obra en general, la podemos dividir en tres partes; el arco central y dos viaductos de acceso, que actúan a modo de tirantes que mantienen amarrado en tierra firme al colosal arco central.
Arco principal
El arco principal tiene 192,40 m de luz real en la superficie de los cimientos, y su flecha hasta el intradós en la clave, es de 60,108 m. El ancho del arco en la clave (parte superior central del arco) es de 7,90 m y 4,50 m de altura, estando aligerado en su bóveda por tres huecos longitudinales, con dos cordones de espesor variable, teniendo desde 0,90 m en el centro del tramo, hasta 1,32 m en el apoyo sobre el salmer.
Las armaduras del arco se dispusieron para contrarrestar los efectos secundarios. Los tímpanos del arco principal comprenden dos partes: la central de 31,80 m, formada por la prolongación de las vigas del segundo tramo sin armar y el segundo tramo con vanos de 12,50 de luz sobre palizadas apoyadas en el arco principal.
El arco principal encuadra las pilas-estribos y los viaductos de acceso, que están constituidos en la margen izquierda (lado Zamora) por cinco arcos de 22 m de luz, y en la margen derecha (lado de La Coruña) por otros tres arcos también de 22 m de luz. Los tímpanos de los arcos están formados por montantes que soportan las vigas largueros enlazadas rígidamente con piezas de 9,90 m de altura, situadas en la vertical de las pilas, estando apoyadas mediante articulación en los montantes de 2,10 m y por simple apoyo en placa de deslizamiento en el intradós del arco.
Las pilas de los viaductos de acceso son de hormigón con paramentos de sillarejo artificial, estando huecos y con alturas que oscilan entre los 9,70 a 38,70 m desde el enrase de los cimientos hasta el arranque de las bóvedas.
Las fábricas empleadas son:
- Muros, mampostería hidráulica, pilas y cimientos: ejecutados en hormigón ciclópeo de 150 kg; alzado de 200 kg; los tramos rectos, en hormigón de 350 kg; los arcos de 22 m, en hormigón de 350 kg.

- Arco principal: los cimientos, hormigón ciclópeo de 200 kg; salmeres, hormigón de 325 kg; pórticos, hormigón de 350 kg, y arco en hormigón de 400 kg.

En el transcurso de las obras se modificaron varios puntos del proyecto, que afectaron a todos los elementos del viaducto, en cuanto a la dosificación de los hormigones a aplicar y a las armaduras y su disposición. Los elementos de esta obra, una vez realizadas las modificaciones, se ejecutaron de la siguiente manera:
- Tramos de acceso: inicialmente se preveía una estructura formada por dos pequeñas bóvedas de ocho metros de luz, pero fueron sustituidas (debido a la gran cantidad de productos de desmonte en la explanación y a las diferencias entre el terreno natural y el supuesto) por dos tramos rectos de hormigón armado de 7,60 m de luz, reforzando los extremos por muros de acompañamiento.

- Viaductos de acceso: están constituidos por cinco arcos de 22 m de luz en el lado derecho y otros tres también de 22 m del lado izquierdo. Ambos viaductos se desarrollan en curva, con un radio de 399,62 m. La altura de las pilas varía de los 9,70 m de la pila n.º 1 a los 38,70 m de la pila n.º 4. Las profundidades de las cimentaciones ejecutadas oscilan entre los 1,22 m de la pila 6 y los 6,77 m de la pila n.º 2. Las pilas son huecas, con paramento de sillarejo artificial. Los arcos son de medio punto, de intradós circular de 22 m de diámetro. Su espesor en la clave es de 1,20 m y de 1,80 m en el arranque.

- Pilas-estribos: se ubican encuadrando al gran arco central, separando la estructura de los viaductos de acceso. En su coronación, aprisionan eficazmente las vigas longitudinales de los pórticos que forman los tímpanos del arco principal para absorber los esfuerzos de frenado. La base de las pilas se sitúa sobre la cota del salmer del arco central, teniendo una altura de 48 m.

- Arco principal: se compone de dos partes, siendo la primera la que forma los salmeres macizos, desde los cimientos a la cota 684,508 m, obteniendo una luz real desde la coronación de los cimientos de 192,40 m y 60,018 m de flecha hasta el intradós de la clave, y la luz de cálculo 209,84 m a la cota 658,534 m. La otra parte del arco, sobre los salmeres, tiene 172 m de luz en la fibra media y 38,76 m de flecha teórica, con 7,90 m de ancho en clave y 4,50 m de altura, aligerada por tres huecos longitudinales. Se efectuaron cálculos muy precisos y complejos para el desarrollo de este imponente arco, teniendo en cuenta los efectos producidos por la acción del viento y las variaciones térmicas, longitudinales y transversales. Además, y conforme a lo antes indicado, se optó por el desarrollo de una autocimbra como solución al hormigonado del arco, pues debido a sus dimensiones, era inviable el hacer un encofrado de madera. Por eso, al estar la cimbra incorporada en el arco y variarse las roscas de hormigonado y, en consecuencia su nuevo reparto de cargas, dio como resultado la agregación de nuevas armaduras. Las armaduras del arco suman un total de 570.210.556 kg, lo cual supone prácticamente el triple de lo previsto inicialmente. Los tímpanos del arco se modificaron también en el proyecto inicial; se tenía previsto que fuesen pilas sobre la estructura del Arco sosteniendo bóvedas de hormigón en masa de 11,50 m de luz. Se desechó esta opción debido a los problemas que se preveían en lo que a juntas de dilatación se refiere. Por tanto se construyeron tímpanos de pórtico de hormigón armado. Miden en total 82,10 m, y están formados por seis tramos continuos de 12,50 m de luz real sostenidos por palizadas con las que se unen los tramos elásticamente en las tres primeras palizadas mediante articulación en las 4 y 5, y por simple apoyo en la última. La sección transversal de los tramos es de dos vigas para cada vía, unidas por un forjado. Cada palizada la constituyen cuatro elementos; uno de apoyo para cada larguero, arriostrados cada 7,02 m de altura. El resto de los tímpanos se ha formado por prolongación de los largueros sin armar, perdiendo altura según la altura del arco.

| Predecesor: Puente de Vizcaya (Ría del Nervión) | Puente de vano más largo de España 1942-1981 | Sucesor: Puente de Rande (Ría de Vigo) |